# Dècada del 960

## Esdeveniments
- Califat de Còrdova
- Otó I, emperador romanogermànic és coronat emperador i neix el Sacre Imperi
- Fundació de Luxemburg
- Primer text escrit en castellà
- Ramir III de Lleó esdevé rei de Lleó

## Personatges destacats
- Benet V
- Papa Joan XII i Papa Joan XIII
- Lleó VIII
- Otó I, emperador romanogermànic
- Ramir III de Lleó